# Otto Glas
Otto Glas (* 6. November 1916; † 5. September 1986) war ein deutscher Fußballspieler. Der Allrounder hat beim TSV 1860 München von 1942 bis 1951 in der Ligamannschaft gespielt und mit den Weiß-Blauen im Jahr 1948 ein Spiel in der Endrunde um die deutsche Fußballmeisterschaft bestritten.

## Laufbahn

### 1860 München, 1942 bis 1951
Erstmals dezidiert aufgeführt wird Otto Glas in der Ligaelf von 1860 München bei Löffelmeier und Schweer in der Saison 1942/43. In den Verwerfungen des Zweiten Weltkriegs steht er am 20. Juni 1943, dem Endspiel um die Meisterschaft des Sportgaus München-Oberbayern, beim Derby gegen den FC Bayern, bei einem 2:0-Erfolg in der Löwen-Elf. Er läuft als linker Verbinder in der Mannschaft um Franz Schmeiser, Martin Schiller, Rolf Kanitz und Heinz Krückeberg auf und erzielt beide Tore. In den Endrundenspielen um die deutsche Fußballmeisterschaft im Mai 1943 gegen den VfB Stuttgart (3:0), Offenbacher Kickers (2:0) und First Vienna Wien (0:2)  kam er dagegen noch nicht zum Einsatz.
In der Saison 1943/44, die Löwen erreichten den 3. Platz in der Bereichsklasse Bayern Süd, erzielte er als Mittelstürmer den 1:1-Ausgleichstreffer am 24. Oktober 1943 beim Derby gegen den FC Bayern und vertrat die Farben der Stadtauswahl von München beim Städtespiel am 12. Dezember 1943 in Breslau. In der letzten Kriegsrunde 1944/45 ist sein Einsatz am 19. November 1944 bei einer 0:4-Derbyschlappe gegen die Roten des FC Bayern notiert, wo er aber zusammen mit Schäfer und Pledl als überzeugender Sechziger gelobt wurde. Ende März 1945 wurde die Ligarunde abgebrochen.
Beim 1. Punktspiel-Derby in der neuen Oberliga Süd, 1945/46, nach Ende des Zweiten Weltkriegs, führte Glas am 23. Dezember 1945 bei einer 0:1-Niederlage den Angriff der Löwen an. Ebenso kam er beim Rückspiel am 28. April 1946 unter Trainer Ludwig Goldbrunner bei einem 2:2-Remis vor 20.000 Zuschauern an der Seite von Halbstürmer Ludwig Janda zum Einsatz. In der Runde 1947/48 lief Allrounder Glas beim Erreichen der Vizemeisterschaft unter Trainer Max Schäfer in 34 Ligaspielen (1 Tor) auf. In München wäre es am 14. März 1948 beim Gastspiel des späteren Meisters 1. FC Nürnberg bei einem 2:1-Heimerfolg fast zu einer Katastrophe gekommen, als sich nie zuvor gezählte 58.200 Zuschauer ins Stadion an der Grünwalder Straße drängten und für eine noch heute bestehende Rekordmarke sorgten. Der vom DSC München gekommene Linksaußen Helmut Fottner hatte sich als Verstärkung erwiesen und war ein Zugewinn neben Torjäger Otto Thanner. In der Defensive sorgte das Verteidigerpaar Georg Pledl und Glas sowie die Läuferreihe mit Franz Hammerl, Georg Bayerer und Fritz Sommer für Sicherheit. Im Endrundenspiel um die deutsche Fußballmeisterschaft am 18. Juli in Worms vor 30.000 Zuschauern gegen die Walter-Elf des 1. FC Kaiserslautern gingen die Löwen in der 2. Halbzeit nach einem 1:1-Zwischenstand in der 62. Minute, aber in den Schlussminuten mit 1:5 unter.
Mit seinem Einsatz als linker Verteidiger am 12. November 1950 beim 3:2-Derbyerfolg vor 35.000 Zuschauern gegen den FC Bayern, endete die Ligakarriere von Otto Glas. In der Löwenstatistik bei Grüne/Melchior wird er von 1945 bis 1951 mit 84 Oberligaeinsätzen und elf Toren geführt.